# Michael Maierhof
Michael Paul Maierhof (* 1956 in Fulda) ist ein deutscher Komponist und Improvisator für Neue Musik.

## Leben
Michael Maierhof studierte Musik und Mathematik in Kassel sowie Philosophie und Kunstgeschichte in Hamburg. 1989 entstanden die ersten Werke, nachdem er über die Leitung eines Laienchores zum Komponieren kam. Er hielt Vorlesungen über seine Musik unter anderem am Trinity College (Dublin), am Mozarteum in Salzburg, am California Institute of the Arts in Los Angeles, am Central Conservatory of Music in Peking und während der Darmstädter Ferienkurse 2012. Maierhof erhielt 2008 den Kompositionspreis der Landeshauptstadt Stuttgart und 2009 den Kompositionspreis des Wettbewerbs ad libitum. Im Jahr 2011 war er Stipendiat der Villa Aurora in Los Angeles. 2019 wurde er mit dem Deutschen Musikautorenpreis in der Kategorie Komposition Ensemble mit Elektronik ausgezeichnet.
Maierhof lebt in Hamburg.

## Musik
Mit instrumentalen und elektroakustischen Versuchsanordnungen und Improvisationen entwickelt Maierhof als Komponist und Klangforscher neues Material. Dabei greift er auch auf Alltagsgegenstände wie Wäscheklammern, Plastikbecher, Luftballons oder elektrische Zahnbürsten zurück, die selbst als Instrumente fungieren können. In splitting 2 für Cello solo (1999) wird das Instrument mit Holzwäscheklammern präpariert. Dafür stellt Maierhof in seinen Partituren ausführliche Anleitungen voran, in denen die Präparationen sowie die damit verbundenen Spieltechniken präzise beschrieben sind. In shopping 4 für 3 Spieler (2005/06) sind es Luftballons, die mit gaffa-tape, einer Holzwäscheklammer und einem Haushaltsschwamm (die Produktbeschreibungen sind in der Partitur ebenfalls ausführlich erläutert) bespielt werden. Damit steht diese Musik in der Tradition von John Cages Idee des präparierten Klaviers und Helmut Lachenmanns Musique concrète instrumentale mit erweiterten Spieltechniken.
Maierhof arbeitet mit Reduktion, beschränkt sich auf einzelne Klänge, die sich mit ihren reichen Binnenstrukturen als höchst diffizile Klangkomplexe erweisen: Interferenzen, Unter- und Obertonspektren, Schwingungssysteme und andere akustisch-physikalischen Phänomene. Die Klänge werden kompositorisch mikroskopiert. Diese Aufspaltung von Klangkomplexen gibt der Werkreihe „splitting“ ihren Namen, an der Maierhof seit 1999 kontinuierlich arbeitet.
Dass es Maierhof in seinen Kompositionen um die aufmerksame Fokussierung verborgener Klangschichten geht, lässt sich auch an der formalen Gestaltung seiner Musik erkennen. Wie akustische Skulpturen stellt Maierhof die diffizilen Klangkomplexe aus, ordnet sie zeitlich als Wechselspiel von Klang und Pause – d. h. aufmerksamer Wahrnehmung und Regeneration – an.
Alltagsgegenstände dienen der kompositorischen Materialerweiterung, sind gleichzeitig aber auch Ausdruck einer Verankerung der Kunst in der Realität. Sich mit seiner akustischen Umwelt auseinanderzusetzen, die ästhetischen Hierarchien zwischen historisch gewachsenen Instrumenten und profaner Massenware beim Komponieren aufzulösen, gehört zum Selbstverständnis des Komponisten.

## Produktion
Seine Werke werden weltweit aufgeführt. Werke wie shopping 4 werden von unterschiedlichen Interpreten und Ensembles gespielt. Am 31. August 2012 realisierte er das Werk EXIT F für Ensemble und Heißluftballons mit dem belgischen Ensemble Nadar in Sint Niklaas (Belgien).
Unterschiedliche Interpreten und Ensembles – wie Ensemble Nadar, SUONO MOBILE, Ensemble L’ART POUR L‘ART, Ensemble Decoder – führen seine experimentellen und oftmals multimedialen Kompositionen auf. Solostücke komponierte Maierhof u. a. für Sebastian Berweck, Michael Moser, Erik Drescher, Christian Kemper, Mark Lorenz Kysela, Ute Wassermann, Brian Archinal und Birgit Uhler.
In den Jahren 2004 und 2005 komponierte Maierhof die Musik zu den Hörstücken von Kafkas „Amerika“ und „Der Prozess“, gesprochen und konzipiert von Philipp Hochmair und Andrea Gerk. Seit 2011 läuft im Hamburger Thalia-Theater das konzertante Hörstück „Penthesilea“ mit seiner Musik. Im Jahr 2003 ist in Zusammenarbeit mit Christof M. Löser die erste Porträt-CD „collection_1“ erschienen. Eine zweite Ausgabe „collection #2“ ist für Anfang 2014 beim Londoner Label Migro records geplant.
Maierhof ist Cellist in den Freie-Impro-Formationen "NORDZUCKER" und dem "stark bewölkt"-Quartett. Er ist Mitbegründer der „Verbandes für aktuelle Musik Hamburg“ und des Weiteren Gründungsmitglied des Künstlerkollektivs stock11.